# والدو آر. توبلر

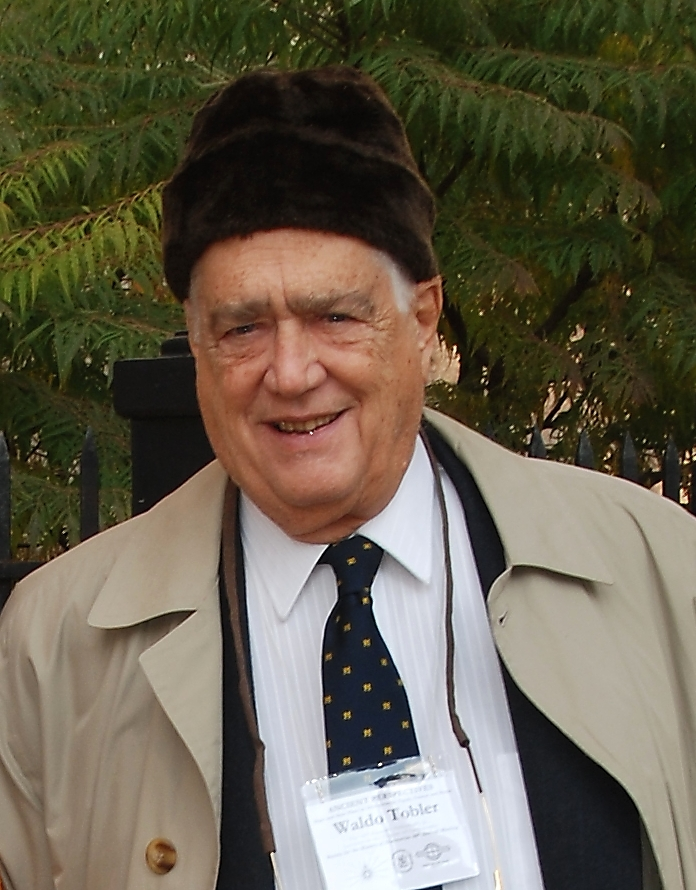
والدو توبلر در مقابل کتابخانه نیوبری. شیکاگو، نوامبر ۲۰۰۷

والدو رودولف توبلر (زاده ۱۶ نوامبر ۱۹۳۰ - درگذشته ۲۰ فوریه ۲۰۱۸) یک جغرافی‌دان و کارتوگراف آمریکایی-سوئیسی بود. این ایده توبلر که «همه چیزها با چیزهای دیگر مرتبط هستند، اما چیزهای نزدیک بیشتر از چیزهای دور مرتبط اند» با عنوان " قانون اول جغرافیا " شناخته می‌شود. او هم‌چنین قانون دومی را نیز با مضمون «پدیده‌های خارج از حوزه جغرافیایی مورد مطالعه بر آنچه که در داخل اتفاق می‌افتد، تأثیر می‌گذارد» نیز پیشنهاد داده‌است. تابلر تا زمان مرگش به عنوان استاد تمام بازنشسته در گروه جغرافیای دانشگاه کالیفرنیا، سانتا باربارا فعالیت می کرد.

## پیشینه دانشگاهی
توبلر در سال 1961 مدرک دکترای خود را از دانشکده جغرافیای دانشگاه واشینگتن در سیاتل دریافت کرد. ایشان در انقلاب کمی جغرافیایی به رهبری ویلیام گریسون مشارکت فعالی داشت. بعد از اتمام تحصیلاتش در سال 1961، به عنوان استاد دانشگاه میشیگان منصوب و تا قبل از انتتقالش به دانشگاه کالیفرنیا در سانتا باربارا در آنجا خدمت کرد. تا قبل از بازنشستگی اش او در سمت های استادی جغرافیا و آمار در دانشگاه کالیفرنیای سانتا باربارا به فعالیت مشغول بود در سال 1988، دانشکاه زوریخ سوئس به وی مدرک افتخاری دکتری اعطاء کرد.

## تحقیقات
تابلر یکی از محققان کلیدی و دانشمند ارشد در مرکز ملی اطلاعات و تحلیل های جغرافیایی زیر حمایت بنیاد ملی علوم بود. 